# GNU Multiple Precision Arithmetic Library
GNU Multiple Precision Arithmetic Library (lub GMP) – biblioteka programistyczna udostępniająca liczby całkowite ze znakiem, wymierne i zmiennoprzecinkowe o dowolnej precyzji. Nie ma limitu na precyzję z wyjątkiem dostępnej ilości wolnej pamięci operacyjnej na komputerze z tą biblioteką. GMP ma bogaty zestaw funkcji o schematycznych nazwach (by łatwiej je zapamiętać). Podstawowym interfejsem dla biblioteki jest język C, ale są dostępne interfejsy także w innych językach, np. C++, Ocaml, Perl i Python.
Głównym zastosowaniem dla GMP są aplikacje kryptograficzne, naukowe, pakiety bezpieczeństwa internetowego i wiele systemów komputerowej algebry, takich jak Mathematica.
GMP ma ambicje być najszybszą biblioteką tego typu dla wszystkich wielkości operandów. Czynnikami umożliwiającymi to zamierzenie są:
- Używanie pełnych słów jako podstawowy typ arytmetyczny,
- Używanie różnych algorytmów dla różnych wielkości operandów (najszybsze algorytmy dla naprawdę dużych liczb rzadko są najszybsze dla małych liczb),
- Wysoce zoptymalizowany kod asemblerowy dla najbardziej krytycznych zagnieżdżonych pętli, który jest specjalnie napisany pod konkretny CPU.

GMP został wydany pierwszy raz w roku 1991. Jest ciągle rozwijany i utrzymywany w tempie około jednego wydania na rok.
GMP jest częścią projektu GNU, aczkolwiek nie jest utrzymywany pod adresem gnu.org. Jest wydawany na licencji LGPL.